# Dieter Pfaff

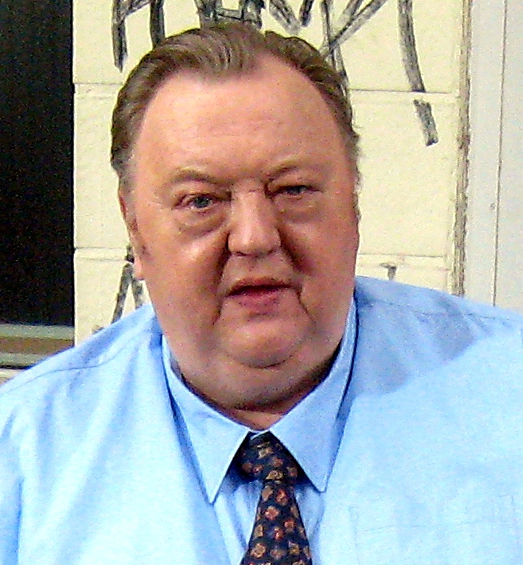
Dieter Pfaff, 2010

Dieter Pfaff (* 2. Oktober 1947 in Dortmund; † 5. März 2013 in Hamburg) war ein deutscher Schauspieler und Regisseur. Bekannt wurde er durch Hauptrollen in Fernsehserien wie Der Fahnder, Sperling, Bruder Esel, Bloch und Der Dicke.

## Privatleben
Dieter Pfaff wurde als Sohn des Polizeibeamten Helmut Pfaff in Dortmund geboren und wuchs zunächst in Dortmund-Hörde auf. Als Kind liebte er die Schlager der 1950er-Jahre und lernte sie auswendig, woraufhin ihn seine Großmutter zum Friseur und zum Krämer mitnahm und ihn dort vor Publikum singen ließ. Er besuchte das Aufbau- und Ernst-Barlach-Gymnasium in Unna und machte dort 1968 das Abitur; einer seiner Klassenkameraden war der Schriftsteller Heinrich Peuckmann. In der Schule entdeckte er seine Neigung zum Schauspiel. 1969 heiratete er seine Frau Eva, die er seit der Schulzeit kannte. Er verließ sein Elternhaus früh und näherte sich seinem Vater erst wieder nach der Geburt seiner Kinder. Pfaff bedauerte den frühen Tod seines strengen Vaters im Alter von 58 Jahren, zu dem er ein intensives und schwieriges Verhältnis hatte.
Sein Schwergewicht führte Pfaff nicht auf seinen Appetit, sondern auf seine Sensibilität zurück. Das Gewicht halte ihn von Höhenflügen ab. „Das Dicksein ist etwas, was mich erdet und mich am Boden festmacht.“
In seiner Freizeit und auf dem Filmset sang er und begleitete sich dabei auf einer Gitarre. 2009 interpretierte er in Bloch: Tod eines Freundes Johnny Cashs Country-Lied Ring of Fire. In der Late-Night-Show Inas Nacht sang er 2010 ebenfalls dieses Lied sowie Bob Dylans All Along the Watchtower. Zusammen mit Vadim Glowna sang er in Bloch: Der Fremde den Titel You don’t let it show im Duett.
Dieter Pfaff war seit 1969 mit der Produzentin Eva Maria Emminger verheiratet; sie hatten eine Tochter und einen Sohn (Zwillinge, * 1979; Johanna und Maximilian). Ab 1995 lebte Pfaff mit seiner Familie in Hamburg. Seine Tochter, heute Drehbuchautorin und Regisseurin, ist verheiratet mit dem Regisseur Max Zähle. Er engagierte sich mehrere Jahre als UNICEF-Sonderbotschafter gegen den weltweiten Einsatz von Kindersoldaten und übernahm mit seiner Frau die Patenschaft für mehrere Kinder.
Pfaff hatte eine Rot-Grün-Sehschwäche. Am 20. September 2012 gab seine Agentur bekannt, dass er an Lungenkrebs erkrankt sei. Am 5. März 2013 erlag Pfaff 65-jährig im Kreise seiner Familie den Folgen seines Leidens.

## Karriere

### Ausbildung und Theaterengagements
Zunächst begann Pfaff ein Lehramtsstudium in Germanistik und Geschichte. Mit 22 Jahren brach er sein Studium ab und nahm sein erstes Engagement als Regieassistent am Theater Dortmund an. Bis zu seinem 35. Lebensjahr war Pfaff Theaterdramaturg, später auch Autor und Regisseur in den Theatern von Paderborn, Dortmund, am Landestheater Tübingen, Nürnberg, München, am Theater am Turm (TAT) in Frankfurt am Main und in Landshut. Er zählte sich zu den politisch aktiven 68ern, die sich jedoch auf der Suche nach neuen Lebensmodellen gänzlich überforderten. Pfaff hielt die Geschichte seiner 68er-Generation für noch unaufgearbeitet – entgegen den Abrechnungen und Idealisierungen seiner Zeitgenossen. 1983 erhielt er eine Professur für Schauspiel an der Universität für Musik und darstellende Kunst Graz und übte sie sieben Jahre aus.

### Film und Fernsehen
1984 wurde er beim Fernsehspiel Rita, Rita vom Norddeutschen Rundfunk zum ersten Mal als Fernsehregisseur tätig. Mit etwa 35 Jahren erkannte er, dass er lieber Schauspieler als Regisseur war. Durch Nebenrollen in Fernsehfilmen und -serien, insbesondere ab 1984 als Polizist Otto Schatzschneider in der Krimiserie Der Fahnder, wurde er zum Charakterdarsteller. Auch seinen ersten Adolf-Grimme-Preis erhielt er 1996 als Nebendarsteller in der RTL-Serie Balko (zusammen mit Jochen Horst und Ludger Pistor).
Als 50-Jähriger stieg er mit selbst mitentwickelten Rollen zum Fernseh-Hauptdarsteller auf. In der RTL-Serie Bruder Esel spielte er 1996 einen Mönch, der sich verliebt und das Kloster verlässt. Zusammen mit Rolf Basedow und Dominik Graf schuf er für sich die Figur des Kommissars Hans Sperling in der gleichnamigen Krimireihe. Beide Serien erhielten 1997 den Adolf-Grimme-Preis. In der ARD-Reihe Bloch spielte er ab 2002 in rund 24 Filmen den unkonventionellen Psychotherapeuten Dr. Maximilian Bloch an der Seite von Ulrike Krumbiegel und Jonathan Dümcke. Mit dieser Rolle erfüllte sich Pfaff einen früheren Berufswunsch. In der Fernsehserie Der Dicke verkörperte er seit 2005 einen Rechtsanwalt in Hamburg, der seine Wirtschaftskanzlei verlässt und sich für die Probleme der kleinen Leute einsetzt. 2005 spielte er in Sigi Rothemunds Fernsehkrimi Erinnere dich, wenn du kannst! den erfolgreichen deutschen Schauspieler Max Walde, der als Fernsehkommissar einer Krimiserie bekannt wurde.
Neben seiner Tochter Johanna, seinem Sohn Maximilian und mehreren Familienmitgliedern spielte er in einem 9-minütigen Film.

## Filmografie

### Filme
- 1981: Mein Freund, der Scheich
- 1983: Die Schaukel
- 1983: Martin Luther
- 1984: Treffer
- 1985: Gambit
- 1990: Bei mir liegen Sie richtig
- 1991: Die Blattlaus
- 1991: Manta – Der Film
- 1992: Langer Samstag
- 1994: Das Phantom – Die Jagd nach Dagobert
- 1994: Molls Reisen
- 1996: Kuppke
- 1998: Totalschaden
- 1999: Late Show
- 1999: Einer geht noch
- 1999: Ich habe nein gesagt
- 1999: Kaliber Deluxe
- 1999: Krieger und Liebhaber
- 1999: Nie mehr Zweite Liga
- 1999: Racheengel – Die Stimme aus dem Dunkeln
- 2000: Der tote Taucher im Wald
- 2000: Einer geht noch
- 2000: Eine Hand voll Gras
- 2000: Verhängnisvolles Glück
- 2000: Fremde Verwandte
- 2001: Newenas weite Reise
- 2001: Zart und schuldig
- 2001: Ein Vater zum Verlieben
- 2001: Newenas weite Reise
- 2001: Die Frau, die an Dr. Fabian zweifelte
- 2001: Unser Pappa (Zweiteiler)
- 2002: Goebbels und Geduldig
- 2002: Die Affäre Semmeling
- 2002: Im Schatten der Macht
- 2003: Verrückt ist auch normal
- 2004: Unser Pappa – Herzenswünsche (3. Folge)
- 2005: Erinnere dich, wenn du kannst! (Fernsehfilm)
- 2012: Balthasar Berg – Sylt sehen und sterben

### Serien
- 1977/1978: Die Straße
- Tatort (Fernsehreihe)
  - 1980: Herzjagd
  - 1982: Kuscheltiere
  - 1986: Schwarzes Wochenende
  - 1987: Zabou
  - 1989: Blutspur
  - 2002: Schatten
- 1983: Hans im Glück aus Herne 2
- 1984–1996: Der Fahnder
- 1986: Auf Achse
- 1988: Liebling Kreuzberg (Folge: Die Fehler der anderen)
- 1988: Anwalt Abel
- 1989–1991: Knastmusik
- 1991: Die lieben Verwandten
- 1991: Die Männer vom K3 – Auge um Auge
- 1992: Unser Lehrer Doktor Specht
- 1994–1996: Balko (Krimiserie)
- 1995: Die Straßen von Berlin
- 1996: Bruder Esel
- 1999: Heimatgeschichten
- 2000: Pfeifer
- 1996–2007: Sperling
- 2002–2013: Bloch
- 2005–2013: Der Dicke
- 2004: Die Cleveren
- 2006–2007: Kommissar Beck – Die neuen Fälle

### Dokumentation und Talkshows
- 2001: Alfredissimo![Anmerkung 1]
- 2005: Der Selbsterfinder – Dieter Pfaff. Ein Porträt des Schauspielers.
- 2010: Inas Nacht

## Auszeichnungen
| Jahr | Auszeichnung                                                        | Kategorie                               | Film                                             | Ergebnis  |
| ---- | ------------------------------------------------------------------- | --------------------------------------- | ------------------------------------------------ | --------- |
| 1996 | Adolf-Grimme-Preis                                                  | Serien und Mehrteiler                   | Balko                                            | Gewonnen  |
| 1997 | Adolf-Grimme-Preis                                                  | Serien und Mehrteiler                   | Bruder Esel                                      | Gewonnen  |
| 1997 | Telestar                                                            | Bester Darsteller in einer Serie        | Bruder Esel                                      | Gewonnen  |
| 1997 | Goldener Löwe                                                       | Bester Serien-Schauspieler              | Bruder Esel                                      | Nominiert |
| 1999 | Bayerischer Fernsehpreis                                            | Bester Schauspieler – Serien und Reihen | Sperling und der brennende Arm                   | Gewonnen  |
| 1999 | Kulturpreis Friedrich S. vom KulturNetz Mannheim-Ludwigshafen e. V. | biografische Kehrtwende                 |                                                  | Gewonnen  |
| 2001 | Goldene Kamera                                                      | Bester Schauspieler TV-Film             | Verhängnisvolles Glück und Krieger und Liebhaber | Gewonnen  |
| 2008 | Steiger Award                                                       | Film                                    |                                                  | Gewonnen  |